# 比利时护照
比利時護照是比利時政府簽發給該國公民的旅行證件。由外交部負責發行及更新。每位比利時公民同時也是歐盟公民，護照及身分證持有者允許在歐盟各會員國、歐洲經濟區、瑞士間自由移動及居住。
根据2025年1月8日发布的亨利护照指数，比利时护照可免签证、落地签证或电子签证入境190个国家和地区，位居世界第5，与新西兰、葡萄牙、瑞士、英国护照并列。

## 語言
由於比利時國內的多民族性的緣故，該護照封面使用了本土的三種語言外加英文，呈現了四語共存的畫面，然而語言排列的順序會根據使用者所居住的區域而有所變化。
如使用者來自弗拉芒社群，則上方的順序為荷蘭語在首位：
上方歐盟名稱
- EUROPESE UNIE (荷蘭語)
- UNION EUROPÉENNE (法語)
- EUROPÄISCHE UNION (德語)
- EUROPEAN UNION (英語)

國名
- KONINKRIJK BELGIË (荷蘭語)

- ROYAUME DE BELGIQUE (法語)
- KÖNIGREICH BELGIEN (德語)
- KINGDOM OF BELGIUM (英語)

下方護照名稱
- PASPOORT (荷蘭語)
- PASSEPORT (法語)
- REISEPASS (德語)
- PASSPORT (英語)

但若來自法语社群或德語社群的持有人，該護照則會將所屬語言置於最上方。

## 圖片集

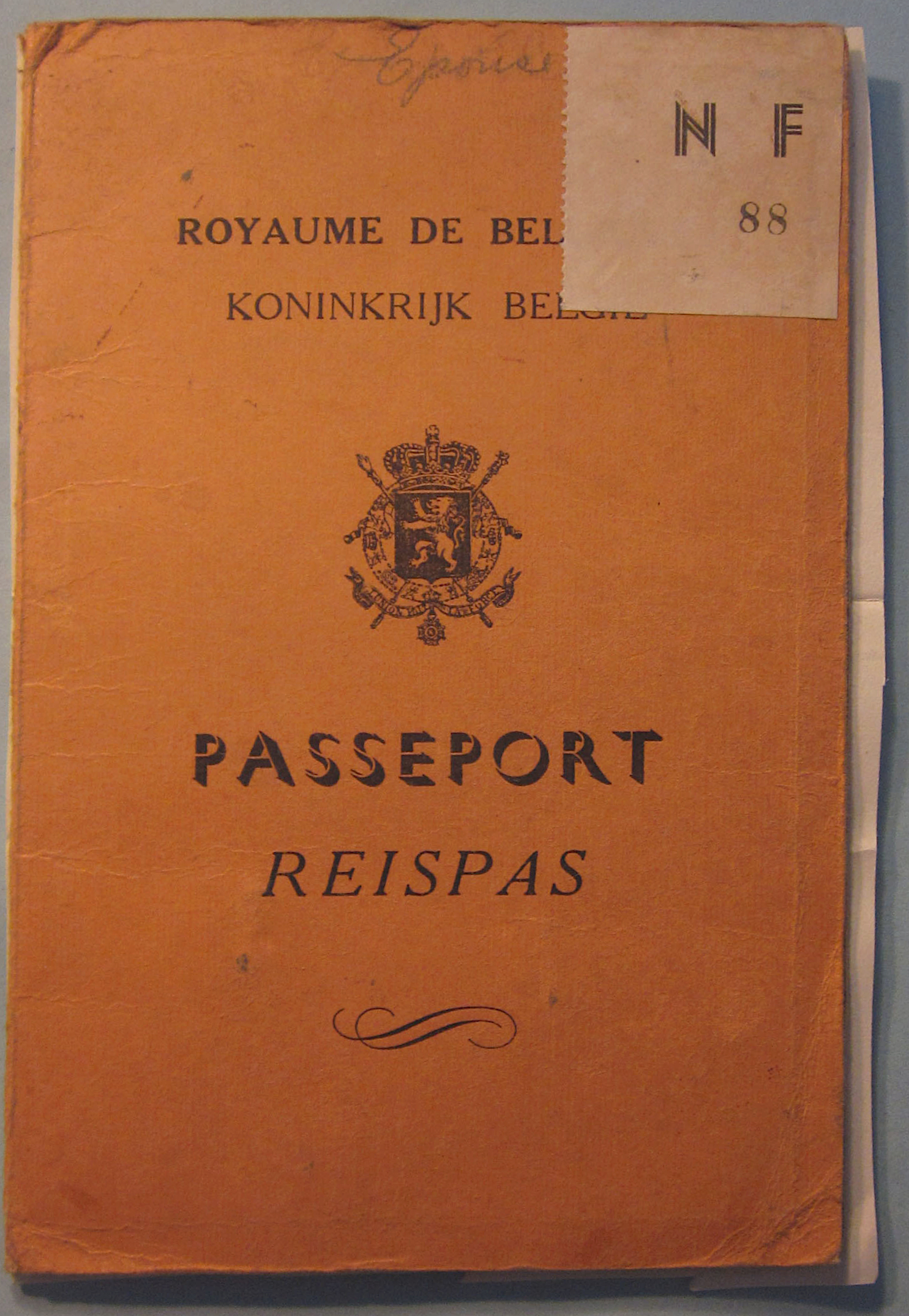
約1940年的比利時護照
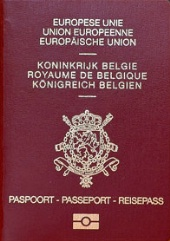
晶片護照 (2004年版本)